# 康拉德·希尔顿
康拉德·尼科尔森·希尔顿（Conrad Nicholson Hilton；1887年12月25日—1979年1月3日），是一位美国酒店经营者和希尔顿酒店连锁的创始人。

## 生平
1887年出生于新墨西哥領地（現今之新墨西哥州），父亲是挪威移民，母亲是德国裔美国天主教徒。他有七位兄弟姐妹。毕业于新墨西哥礦業及科技學院，曾作为共和党代表参加新墨西哥州议会、作为美国陆军参加第一次世界大战。他在法国服役期间父亲遭受车祸丧生。1925年来到德克萨斯州兴建达拉斯希尔顿酒店开始从事酒店事业。